# Ordenament de Nájera
 Ordenament de Nájera o Pseudo-ordenament de Nájera és el nom que s'atribueix a un suposat ordenament legislatiu de la Corona de Castella que hauria estat promulgat per Alfons VII el 1138 com a conseqüència d'unes Corts de Castella reunides en Nájera. Consta de 58 lleis i es recull com a títol 32 i últim de l'Ordenament d'Alcalá de 1348.
En aquest text es van recollir els privilegis de la noblesa castellana i les aportacions d'aquesta a l'exèrcit real. Va servir de referència per a molts furs locals.